# Gravity Power
Gravity Power est un shoot 'em up édité en 1989 par Kingsoft sur Amiga et Atari ST.

## Système de jeu
Le joueur pilote un vaisseau subissant les effets de la gravité et se bat contre des ennemis. Le jeu propose un grand nombre de niveaux plus ou moins complexes. Un éditeur de niveaux permet au joueur de concevoir ses propres cartes.

## Série
Gravity Power est la version complète du jeu Gravity Force 2, commandité par la revue Amiga Power.